# 吴华意
吴华意，武汉大学测绘遥感信息工程国家重点实验室副主任，从事地理信息科学（GIS）领域的研究工作。吴华意担任国际摄影测量与遥感学会IV/2工作组主席，中国GIS理论与方法委员会委员兼秘书长，还曾入选中国教育部长江学者特聘教授。